# Software Test Documentation
Die Definition IEEE 829 Standard for Software Test Documentation ist ein vom IEEE (Institute of Electrical and Electronics Engineers) veröffentlichter Standard, der einen Satz von acht Basis-Dokumenten zur Dokumentation von Softwaretests beschreibt. Die aktuelle Version ist die IEEE 829-2008. Der Standard beschreibt Form und Inhalt der jeweiligen Dokumente. Er schreibt jedoch nicht vor, welche der jeweiligen Dokumente zwingend verwendet werden müssen.
Im September 2013 wurden die ersten Teile des internationalen Standards ISO/IEC/IEEE 29119 veröffentlicht, der den IEEE 829 Standard for Software Test Documentation international ersetzt.

## Allgemein

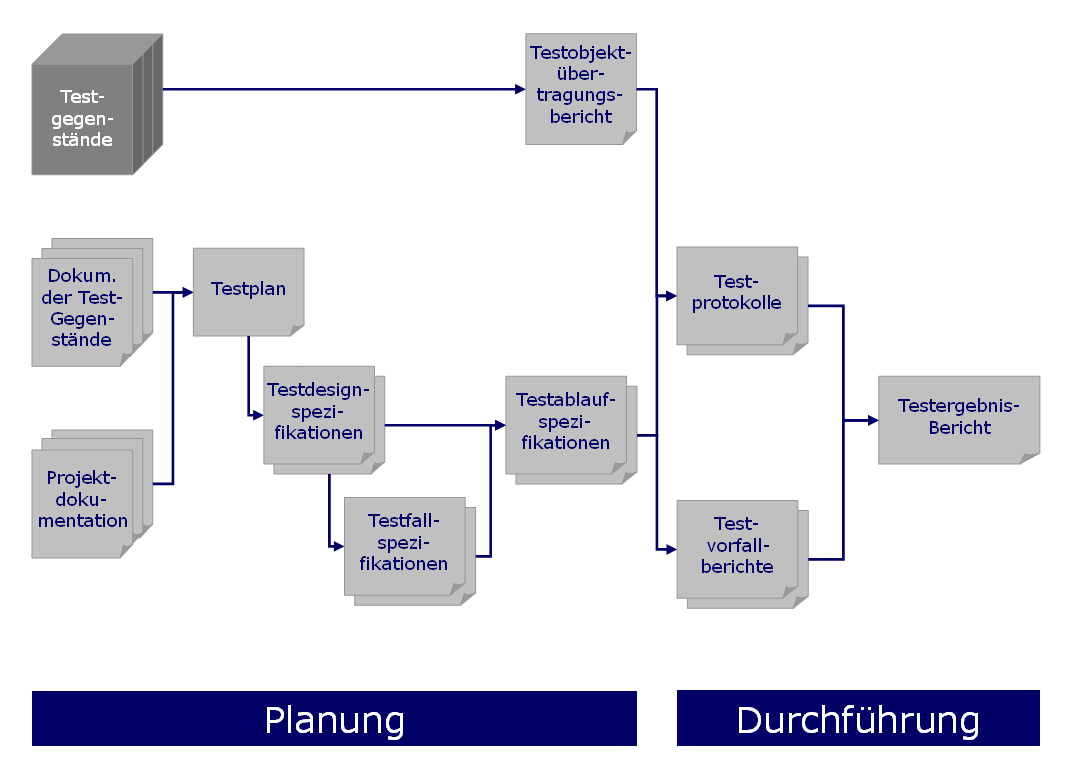
Zusammenhang der Dokumente im Verfahrensablauf

Der Standard beschreibt acht Dokumente, die sich wie folgt in drei Kategorien unterteilen lassen.
- Übersicht

1. Testkonzept (test plan): Das Testkonzept bestimmt Abgrenzung, Vorgehensweise, Mittel und Ablaufplan der Testaktivitäten. Es bestimmt die Elemente und Produktfunktionen, die getestet werden sollen, die Testaufgaben, die durchgeführt werden müssen, das verantwortliche Personal für jede Aufgabe und das Risiko, das mit dem Konzept verbunden ist.

- Test-Spezifikation (test specification)

1. Testentwurfspezifikation (test design specification): Die Testentwurfspezifikation verfeinert die Beschreibung der Vorgehensweise für das Testen der Software. Sie identifiziert die Produktfunktionen, die von den Tests abgedeckt werden müssen. Sie beschreibt weiterhin die Testfälle und Testabläufe, die benötigt werden, um Tests zu bestehen und spezifiziert die Bestehens- oder Verfehlenskriterien der einzelnen Produktfunktionen.
2. Testfallspezifikation (test case specification): Die Testfallspezifikation dokumentiert die zu benutzenden Eingabewerte und erwarteten Ausgabewerte. Testfälle sind vom Test-Design getrennt. Dies erlaubt die Verwendung der Testfälle in mehreren Designs und die Wiederverwendung in anderen Situationen.
3. Testablaufspezifikation (test procedure specification): Beschreibung aller Schritte zur Durchführung der spezifizierten Testfälle und Implementierung des zugehörigen Test-Designs.

- Testbericht (test reporting)

1. Testobjektübergabebericht (test item transmittal report): Der Testobjektübergabebericht beschreibt die Übergabe der Testfälle für den Fall, dass getrennte Entwicklungs- und Testteams eingebunden sind oder für den Fall, dass ein offizieller Zeitpunkt für den Beginn einer Testausführung erwünscht ist.
2. Testprotokoll (test log): Das Testprotokoll dient zur Aufzeichnung der Ereignisse während einer Testausführung.
3. Testabweichungsbericht (test incident report): Es beschreibt alle Ereignisse, die während einer Testausführung auftreten und weitere Nachprüfungen erfordern.
4. Testabschlussbericht (test summary report): Fasst die Testaktivitäten zusammen, die mit einer oder mehreren Testentwurfsspezifikationen zusammenhängen.